# Epicauta horaki
Epicauta horaki es una especie de coleóptero de la familia Meloidae.

## Distribución geográfica
Habita en Vietnam.